# Sarni
Sarni là một thành phố và khu đô thị của quận Betul thuộc bang Madhya Pradesh, Ấn Độ.

## Nhân khẩu
Theo điều tra dân số năm 2001 của Ấn Độ, Sarni có dân số 95.015 người. Phái nam chiếm 52% tổng số dân và phái nữ chiếm 48%. Sarni có tỷ lệ 74% biết đọc biết viết, cao hơn tỷ lệ trung bình toàn quốc là 59,5%: tỷ lệ cho phái nam là 80%, và tỷ lệ cho phái nữ là 67%. Tại Sarni, 11% dân số nhỏ hơn 6 tuổi.